# Mahmoud Latif
Mahmoud Laṭīf (in arabo محمود لطيف‎?; Il Cairo, 3 luglio 1953) è un politico e ingegnere egiziano, che nel 2011 è stato ministro del petrolio dopo lo scoppio della Rivoluzione egiziana.

## Biografia
Si laurea nel 1974 all'Università del Cairo in Ingegneria del petrolio, iniziando poi a lavorare nella Gulf of Suez Petroleum Company (GUPCO) come ingegnere petrolifero. Nel 1995 entra nella Khalda Petroleum Company come vicedirettore generale delle operazioni e dal 1998 entra nel consiglio di amministrazione. Dal 1999 è vice presidente per il gas naturale dell'Egyptian General Petroleum Corporation (EGPC). Dal 2001 presiede invece il consiglio dell'Egyptian Natural Gas Company (GASCO). Due anni dopo partecipa come membro del consiglio di amministrazione della General Petroleum Company (GPC). Nel settembre 2007 è nominato presidente dell'Egyptian Natural Gas Holding Company (EGAS). Il 22 febbraio 2011, dopo il cambio di governo successivo alla rivoluzione in Egitto, è nominato ministro del petrolio, incarico che conserva fino al maggio dello stesso anno.